# عرب‌های ترکیه

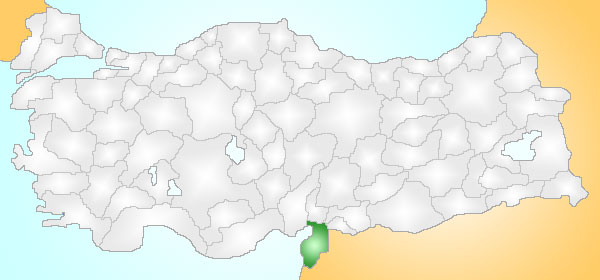
محل استان ختای

عرب‌ها در ترکیه یکی از اقوام ساکن این کشورند که بین ۴ تا ۶ درصد (۵ میلیون نفر) از جمعیت ۸۳ میلیون نفری کشور ترکیه را تشکیل می‌دهند. ترکیه به دلایل سیاسی از سرشماری اقوام در سرشماری‌های خود از ۱۹۶۵ میلادی به بعد خودداری کرده‌است.
بعضی از عرب‌ها در ترکیه سابقهٔ حضور قدیمی تری نسبت به قبایل ترک که از آسیای میانه و صحرای گوبی به ترکیه امروزی مهاجرت کردند، دارند. این عرب‌ها در جنوب شرق ترکیه ساکن شدند که این منطقه به نام قبیلهٔ بکر ابن وائل دیار بکر نامگذاری شد. این قبیله از حدود ماردین تا کوه طور و حتی جزیرهٔ ابن عمر متمرکز شدند که این مناطق در واقع مثلث بین عراق و ترکیه و سوریه می‌باشد.
عرب‌های ترک در استان‌های ختای، استانبول، ماردین، مرسین، شرناق، شانلی‌اورفا، آدانا و باتمان سکونت دارند. منطقهٔ اسکندرون سوریه با اکثریت قبایل عربی ساکن در آن هم در سال ۱۹۳۹ از سوریه جدا و به ترکیه ضمیمه شد و تا به الان قبایل بدوی در دو طرف مرز این دو کشور زندگی می‌کنند. سوریه همچنان آن را بخشی از خاک خود می‌داند.
دولت ترکیه با اجبار تعلیم زبان ترکی و بر کل اقلیت‌ها از جمله عرب‌های ترکیه و حتی تغییر نام‌های مناطق سکونت از عربی به ترکی خواهان از بین بردن فرهنگ این مردم می‌باشد با این وجود اکثر عرب‌ها در این مناطق هنوز به زبان مادری سخن می‌گویند ولی زبانی که با ورود لغات ترکی در حال تغییر می‌باشد.